# بوآبریان، کبک
بوآبریان (به فرانسوی: Boisbriand) شهرکی در منطقه شهری ترز-دو-بلنویل ناحیه لورانتید در استان کبک کانادا است. در سرشماری سال ۲۰۱۱ این شهرک ۲۷٬۱۰۶ نفر جمعیت داشته‌است و مساحت آن ۲۶٫۴۳ کیلومتر مربع است.